# Chittaranjan
Chittaranjan è una suddivisione dell'India, classificata come census town, di 45.925 abitanti, situata nel distretto di Bardhaman, nello stato federato del Bengala Occidentale. In base al numero di abitanti la città rientra nella classe III (da 20.000 a 49.999 persone).

## Geografia fisica
La città è situata a 23° 52' 0 N e 86° 52' 0 E e ha un'altitudine di 154 m s.l.m..

## Società

### Evoluzione demografica
Al censimento del 2001 la popolazione di Chittaranjan assommava a 45.925 persone, delle quali 24.529 maschi e 21.396 femmine. I bambini di età inferiore o uguale ai sei anni assommavano a 4.525, dei quali 2.357 maschi e 2.168 femmine. Infine, coloro che erano in grado di saper almeno leggere e scrivere erano 38.344, dei quali 21.538 maschi e 16.806 femmine.